# سيزار سامبسون
سيزار سامبسون (بالإنجليزية: Cesár Sampson)‏ هو مغني،كاتب أغاني،منتج،راقص وعارض أزياء نمساوي ولد في 18 أغسطس 1983.صرح سيزار بأنه نباتي.

## وصلات خارجية
- سيزار سامبسون على موقع IMDb (الإنجليزية)
- سيزار سامبسون على موقع ميوزك برينز (الإنجليزية)
- سيزار سامبسون على موقع ديسكوغز (الإنجليزية)